# Shiori Mikami
Shiori Mikami (三上 枝織 Mikami Shiori?,  Prefectura de Aomori, Japón, 6 de enero de 1989) es una actriz de voz japonesa, afiliada a Aoni Production. Es conocida por sus papeles de Akari Akaza en YuruYuri e Historia Reiss en Shingeki no Kyojin. Mikami ganó en la categoría de "Mejor actriz revelación" en la sexta edición de los Seiyū Awards.

## Filmografía

### Anime
2008
- Shugo Chara! - voces adicionales
- Skip Beat! - Kazumi, Yumiko, voces adicionales

2009
- Kämpfer - Masumi Nishino
- Saki - Yōko Kadomatsu

2010
- Net Miracle Shopping - Jelly-chan, extras

2011
- Sacred Seven - Shiori
- Sakiika-kun - Kaibashira-chan
- YuruYuri - Akari Akaza

2012
- YuruYuri♪♪ - Akari Akaza
- Shining Hearts: Shiawase no Pan - Airy Ardet[2]

2013
- Shingeki no Kyojin - Krista Lenz[3]

2014
- Amagi Brilliant Park - Kobory, Ashe[4]
- Momo Kyun Sword - Ringo[5]
- Inari, Konkon, Koi Iroha - Ōmiya-no-Me-no-Kami
- World Trigger - Haruka Ayatsuji, Aoba Harukawa
- Sega Hard Girls - Mega-CD[6]
- Tsubu Doll - Hibari Nihonmatsu[7]
- Chain Chronicle - Rifrette[8]
- Yuru Yuri Nachuyachumi! - Akari Akaza

2015
- Shingeki! Kyojin Chūgakkō - Krista Lenz
- Yuru Yuri San☆Hai! - Akari Akaza

2016
- Big Order - Rin Kurenai[9]
- Flying Witch - Nao Ishiwatari

2017
- Chain Chronicle - Kemamire
- Kemono Friends - Eurasian Eagle Owl
- Shingeki no Kyojin Season 2 - Krista Lenz

2018
- Shingeki no Kyojin Season 3 - Krista Lenz/Historia Reiss

2019
- Shingeki no Kyojin Season 3 Part 2 - Historia Reiss
- MiniYuri - Akari Akaza
- YuruYuri Ten, - Akari Akaza
- Oresuki - Hina "Asunaro" Hanetachi

2021
- 180-Byō de Kimi no Mimi wo Shiawase ni Dekiru ka? - Akari Sawake

2024
- One Piece - Hibari

### Películas
- Pretty Guardian Sailor Moon Cosmos: The Movie como Sailor Lethe (2023)

### Videojuegos
- Dead or Alive Xtreme Venus Vacation (2018) - Luna
- Lilycle Rainbow Stage!!! (2019) - Hina Wakamiya
- Blue Archive (2021) - Maki Konuri